# As-Sūdā'
As-Sūdā' (arabisch السوداء, DMG as-Sūdāʾ) ist eine Siedlung im Jemen im Gouvernement al-Baidā' im Landkreis al-Baidā' (arabisch مديرية البيضاء).

## Geographie
Der Ort liegt zusammen mit dem Ort Ahl ʿĪsā am westlichen Stadtrand von al-Baidā' auf einer Höhe von ca. 2017 m. Die umliegenden Tallagen werden landwirtschaftlich genutzt.